# Португальцы в Суринаме
Португальцы в Суринаме (нидерл. Portugese Surinamers), или суринамские португальцы — этническая группа лиц португальского происхождения, проживающая на территории Суринама.
Первые португальцы появились здесь в 1853 году. Они прибыли с острова Мадейра. Их поездку спонсировала группа плантаторов и колониальная администрация. Португальцы направлялись в качестве трудовых мигрантов в Британскую Гвиану, где плантаторы также искали альтернативные источники труда после отмены рабства. Но по пути мигранты приняли решение остаться в Нидерландской Гвиане.
В Суринам приехали пятьсот работников-португальцев. По окончании контракта они перестали заниматься сельским хозяйством и перешли к занятию торговлей. Позднее большое число португальцев с Мадейры и из Британской Гвианы переехали в Суринам, но уже не в качестве работников по контракту, а как эмигранты.
По вероисповеданию — христиане-католики. Говорят на нидерландском и португальском языках и языке сранан-тонго. Численность суринамских португальцев в Суринаме неизвестна.